# Alpha Vulpeculae
Pour les articles homonymes, voir Anser (homonymie).
Désignations
Alpha Vulpeculae (α Vul / α Vulpeculae) est l'étoile la plus brillante de la constellation du Petit Renard. Elle porte également le nom d'Anser, officialisé par l'Union astronomique internationale le 30 juin 2017. Ce nom est un souvenir de l'époque où la constellation du Petit Renard portait le nom Vulpecula et Anser, et était représentée avec un renard tenant dans sa gueule une oie (Anser).
Alpha Vulpeculae est la seule étoile de cette constellation à posséder une désignation de Bayer, conséquence du fait que cette constellation ne comporte pas d'étoiles brillantes. C'est une géante rouge de type M0 avec une magnitude apparente +4,44. Elle est située à environ 297 années-lumière de la Terre. Elle forme une binaire optique lâche avec 8 Vulpeculae (en).